# Blocador neuromuscular
Els blocadors neuromusculars són substàncies que inhibeixen la contracció de la fibra muscular estriada esquelètica per blocatge dels receptors nicotínics a nivell de la sinapsi neuromuscular. També són anomenats relaxants musculars.

## Història
Els aborígens de les conques dels rius Amazones i Orinoco i altres parts del continent americà han utilitzat durant segles una substància anomenada curare per enverinar fletxes i caçar animals salvatges. La mort es produeix per paràlisi dels músculs esquelètics. Arran de la colonització d'Amèrica va interessar molt esbrinar la tècnica de preparació del curare i la seva composició, ja que era un misteri i només es confiava als bruixots de les tribus. El curare s'obté principalment de diverses espècies de Strychnos i Chondrodendron i el seu efecte paralitzant és degut al seu contingut en alcaloides quaternaris.

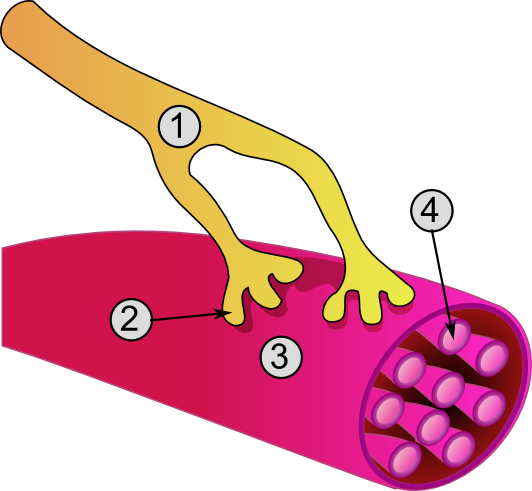
Unió neuromuscular:
1. Axó
2. Placa motriu
3. Fibra muscular
4. Miofibril·la

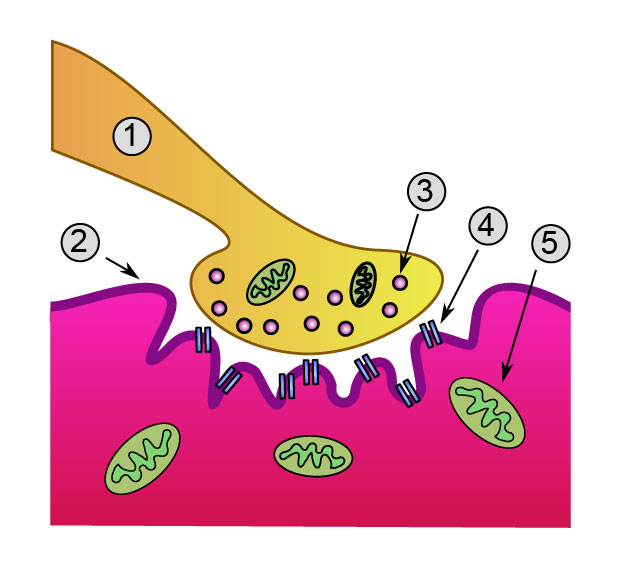
Vista detallada de la unió neuromuscular:
1. Terminal presinàptica
2. Sarcolemma
3. Vesícula sinàptica
4. Receptor nicotínic per a l'acetilcolina
5. Mitocondri

El 1942, Harold Griffit va publicar els resultats d'un estudi utilitzant un extracte refinat de curare durant l'anestèsia general. Això suposaria un profund canvi en l'eficàcia i seguretat de l'anestèsia. El curare va fer possible el desenvolupament de l'anestèsia balancejada i l'eliminació dels anestèsics inhalatoris explosius i les greus complicacions associades al seu ús. A partir de llavors seria possible la cirurgia abdominal alta o la intratoràcica fins aleshores pràcticament irrealitzables pel greu risc que suposaven.
Avui en dia, el principal ús terapèutic és l'anestèsia.

## Blocadors neuromusculars despolaritzants
Aquests fàrmacs són semblants a l'acetilcolina, s'uneixen al seu receptor i provoquen un potencial d'acció a la membrana postsinàptica. Però, a diferència de l'acetilcolina, no són metabolitzats per l'acetilcolinesterasa i, per tant, provoquen una despolarització sostinguda de la placa motora. Aquesta despolarització sostinguda de la placa motora fa que la fibra muscular es relaxi. Això passa perquè la permeabilitat dels canals de sodi al voltant de la placa motora està limitada en el temps i no es poden tornar a obrir fins que la placa motora no es repolaritzi. És el blocatge en fase I. Actuen, doncs, com a agonistes dels receptors de l'acetilcolina
| De curta durada             |
| --------------------------- |
| Succinilcolina o suxametoni |
| Decametoni                  |

Clínicament, l'efecte de la succinilcolina es caracteritza per la presència de fasciculacions abans de la relaxació muscular.

## Blocadors neuromusculars no despolaritzants
Aquests blocadors neuromusculars també s'uneixen al receptor de l'acetilcolina però són incapaços de provocar la seva estimulació. Com que els receptors estan ocupats, l'acetilcolina no pot actuar. Són, doncs, uns antagonistes competitius.
Es poden classificar segons la seva estructura química en benzilisoquinolines i aminoesteroides i segons la durada de la seva acció.
|                     | De llarga durada | De durada intermèdia | De curta durada |
| ------------------- | ---------------- | -------------------- | --------------- |
| Benzilisoquinolines | Tubocurarina     | Atracuri             | Mivacuri        |
|                     | Metocurina       | Cisatracuri          |                 |
|                     | Doxacuri         |                      |                 |
|                     |                  |                      |                 |
| Aminoesteroides     | Pancuroni        | Vecuroni             | Rapacuroni      |
|                     | Pipecuroni       | Rocuroni             |                 |
|                     |                  |                      |                 |
| Altres              | Gal·lamina       |                      |                 |

 El blocatge que produeixen els relaxants musculars no despolaritzants afecta ràpidament el moviment dels músculs petits, després el dels músculs del tronc i extremitats i finalment el del diafragma.
L'administració d'anestèsics volàtils, anestèsics locals, diürètics, antiarrítmics, aminoglucòsids, magnesi i liti augmenta l'efecte d'aquests blocadors. La hipotèrmia, l'acidosi i la hipopotassèmia també incrementen l'efecte d'aquests relaxants musculars. Els malalts amb miastènia gravis són molt sensibles a aquests fàrmacs i els malalts amb cremades ho són poc.
Alguns blocadors neuromusculars no despolaritzants, especialment algunes benzilisoquinolines, si s'injecten ràpidament, poden provocar l'alliberament d'histamina. Això pot produir eritema, taquicàrdia i hipotensió.
Aquests medicaments també poden afectar els receptors muscarínics i nicotínics del sistema nerviós autònom degut a la seva similitud amb l'acetilcolina i provocar un efecte vagolític.

## Monitoratge
A part del monitoratge clínic, el mètode més utilitzat per valorar la intensitat del blocatge neuromuscular és l'ús d'un estimulador de nervis perifèrics. Mitjançant aquest aparell, s'envia determinats estímuls elèctrics a un nervi i s'observa la contracció muscular que provoca.

## Reversió del blocatge neuromuscular
Ja que els blocadors neuromusculars despolaritzants no es metabolitzen per l'acetilcolinesterasa, difonen cap a la circulació general. A nivell plasmàtic i hepàtic es degraden per un altre enzim, la pseudocolinesterasa també anomenada colinesterasa no específica o colinesterasa plasmàtica. Per sort, tot aquest procés és bastant ràpid. El mivacuri, tot i ser un blocador no despolaritzant, també es degrada per aquesta via.
Els blocadors neuromusculars no despolaritzants (excepte el mivacuri) no es degraden significativament per l'acetilcolinesterasa ni per la pseudocolinesterasa. La reversió depèn de la redistribució, metabolisme gradual i excreció. L'administració d'inhibidors de l'acetilcolinesterasa com la neostigmina (que augmenta a la unió neuromuscular la quantitat d'acetilcolina que pot competir amb el blocador) accelera la reversió del bloqueig. Els blocants aminoesteroïdals tenen el seu reversor específic: el sugammadex que encapsula les molècules de blocador i les inactiva.